# 神山 (一宮市)
神山（かみやま）は、愛知県一宮市の地名。

## 地理

### 河川・池沼
- 日光川

### 交通
- 国道155号
- 愛知県道459号名鉄一宮停車場線

### 施設
- 橋呑公園
- 太陽生命保険一宮支社
- 富古場公園
- 大同生命保険一宮営業所
- 一宮八幡郵便局
- 一宮市役所 尾西庁舎建設部維持課分室
- 三菱重工エンジンシステム
- 弁天公園

## 歴史

### 人口の変遷
国勢調査による人口および世帯数の推移。
| 1995年（平成7年）  | 601世帯 1608人 |  |
| 2000年（平成12年） | 782世帯 1882人 |  |
| 2005年（平成17年） | 803世帯 1873人 |  |
| 2010年（平成22年） | 815世帯 1843人 |  |
| 2015年（平成27年） | 860世帯 1977人 |  |
| 2020年（令和2年）  | 968世帯 2033人 |  |

### WEB
1. 1 2  総務省統計局 (2022年2月10日). “令和2年国勢調査の調査結果(e-Stat) - 男女別人口，外国人人口及び世帯数－町丁・字等” (CSV). 2023年8月2日閲覧。
2. ↑  “愛知県一宮市の町丁・字一覧”.   人口統計ラボ. 2024年4月20日閲覧。
3. ↑  “読み仮名データの促音・拗音を小書きで表記するもの(zip形式) 愛知県” (zip).   日本郵便 (2024年2月29日). 2024年3月26日閲覧。
4. ↑  “市外局番の一覧” (PDF).   総務省 (2022年3月1日). 2022年3月22日閲覧。
5. ↑  “ナンバープレートについて”.   一般社団法人愛知県自動車会議所. 2024年1月21日閲覧。
6. ↑  総務省統計局 (2014年3月28日). “平成7年国勢調査の調査結果(e-Stat) - 男女別人口及び世帯数 －町丁・字等” (CSV). 2021年7月20日閲覧。
7. ↑  総務省統計局 (2014年5月30日). “平成12年国勢調査の調査結果(e-Stat) - 男女別人口及び世帯数 －町丁・字等” (CSV). 2021年7月20日閲覧。
8. ↑  総務省統計局 (2014年6月27日). “平成17年国勢調査の調査結果(e-Stat) - 男女別人口及び世帯数 －町丁・字等” (CSV). 2021年7月21日閲覧。
9. ↑  総務省統計局 (2012年1月20日). “平成22年国勢調査の調査結果(e-Stat) - 男女別人口及び世帯数 －町丁・字等” (CSV). 2021年7月21日閲覧。
10. ↑  総務省統計局 (2017年1月27日). “平成27年国勢調査の調査結果(e-Stat) - 男女別人口及び世帯数 －町丁・字等” (CSV). 2021年7月21日閲覧。